# Migdal Eškol
Migdal Eškol (hebrejsky: מגדל אשכול, doslova Eškolova věž) je mrakodrap v jižní části Haify v Izraeli. Nachází se v areálu Haifské univerzity v pohoří Karmel.

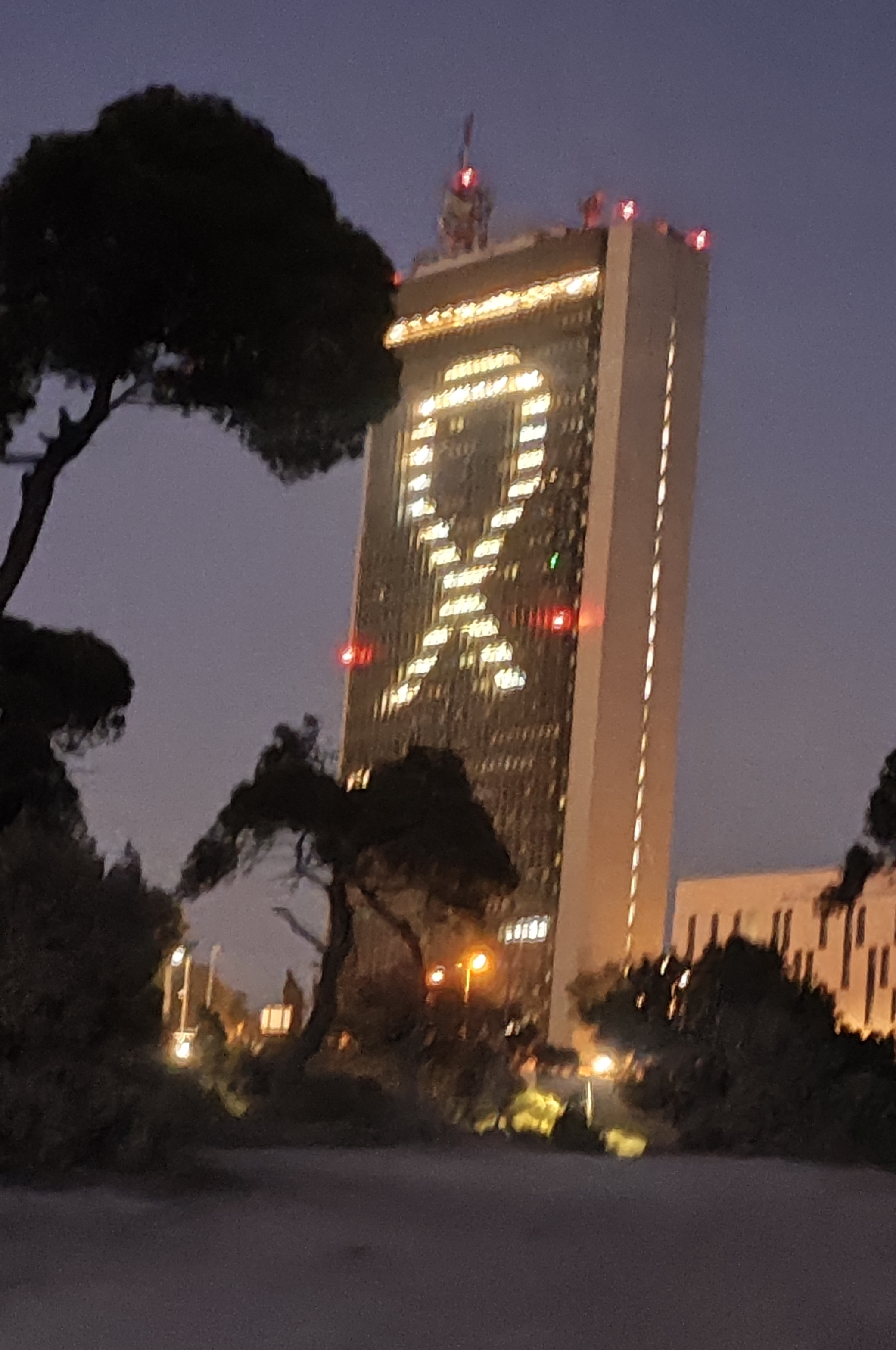
Yellow ribbon lighting on the Eshkol tower of Haifa University

Je pojmenována podle izraelského politika Leviho Eškola. Její výstavba byla inspirována prací Oscara Niemeyera, autora nového hlavního města Brazílie, Brasília. Projekt budovy vypracoval izraelský architekt Šlomo Gil'ad. Byla dokončena roku 1978. Stavba má 30 pater a výšku 102 metrů takže dosahuje do nadmořské výšky 597 metrů. Vzhledem k tomu, že je situována na hřbet pohoří Karmel, je viditelná z rozsáhlých částí státu Izrael a dominuje siluetě města Haifa. Budova je poměrně úzká a při poryvech větru proto je konstrukce rozkmitána až do úrovně 40 centimetrů. Sídlí v ní administrativa Haifské univerzity. Na střeše jsou instalovány antény. Do roku 1989 šlo o nejvyšší univerzitní budovu v Asii a do roku 2002 o nejvyšší budovu v Haifě (pak ji předstihla věž Migdal ha-Mifras). Během války v Zálivu v roce 1991 věž využívaly izraelské obranné síly jako pozorovatelnu pro střely Scud z Iráku.